# تزوکا ۳۹۹۸
سیارک ۳۹۹۸ (به انگلیسی: 3998 Tezuka، نامگذاری:1989AB) سه هزار و نهصد و نود و هشتمین سیارک کشف شده‌است که در ۱ ژانویه ۱۹۸۹ کشف شد.
قدر مطلق سیارک برابر ۱۲٫۹۰ است.